# Deutsches Symphonie Orchester Berlin
La Deutsches Symphonie Orchester Berlin è un'orchestra con sede a Berlino in Germania.

## Storia
Venne fondata nel 1946 dalle forze di occupazione statunitensi con il nome di RIAS-Symphonie-Orchester (Rundfunk im amerikanischen Sektor (RIAS) dal significato di Radio del settore americano). 
Fu anche nota come American Sector Symphony Orchestra. 
Nel 1956 l'orchestra venne rinominata in Berlin Radio Symphony Orchestra per poi assumere l'attuale nome nel 1993. 
Il primo direttore principale dell'orchestra fu Ferenc Fricsay.
Fra le direzioni di Lorin Maazel e Riccardo Chailly, l'orchestra non ebbe un direttore principale ed alla sua guida si avvicendarono, dal 1976 al 1982, Erich Leinsdorf, Eugen Jochum, Gerd Albrecht, Gennady Rozhdestvensky e Neville Marriner.

## Direttori principali
- Ferenc Fricsay (1948-1954, 1959-1963)
- Lorin Maazel (1964-1975)
- Riccardo Chailly (1982-1989)
- Vladimir Ashkenazy (1989-1999)
- Kent Nagano (2000-2006) Direttore onorario
- Ingo Metzmacher (2007-2010)
- Tugan Sochiev (2012-2017)
- Robin Ticciati (2017)

## Discografia
- Haydn: Die Jahreszeiten - Ferenc Fricsay/Elfride Trötschel/RIAS-Symphonie-Orchester, 1952 BNF
- Mozart, Flauto magico - Fricsay/Streich/Stader/Greindl, 1955 Deutsche Grammophon
- Mozart: L'enlèvement au sérail - Rita Streich/Ernst Haefliger/RIAS-Symphonie-Orchester/Ferenc Fricsay, 1955 BNF
- Strauss: An der schönen blauen Donau - Ferenc Fricsay/RIAS-Symphonie-Orchester, Salt & Pepper
- Strauss: Rosen aus dem Süden - Ferenc Fricsay/RIAS-Symphonie-Orchester, Salt & Pepper
- Verdi, Messa da requiem - Fricsay/Stader/Krebs/Borg, Deutsche Grammophon
- Klemperer (1950 - 1958) - Otto Klemperer/RIAS-Symphonie-Orchester, Ludger Boeckenhoff Audite